# Damil
A damil alatt egy műanyag, mesterséges anyagból létrehozott (nejlon– nylon régiesen) zsinórt értünk, amelyet széles körben hasznosítunk. Legfőképp a horgászatban, de használjuk fűnyírásra, sőt kézműves ékszerkészítésre. Hasonló célra korábban selyem-, illetve szövetfonalat használtak.

## Eredete
A damilt elsők között az 1875-ben alapított német D.A.M cég kezdte el gyártani. A horgászzsinór újszerű neve, a damyl,  ennek a cégnek nevéből alakult ki, a nylonból képzett utótaggal. A damil magyar közismert kifejezés helyett a hivatalos neve horgászzsinór.

## Horgászdamil

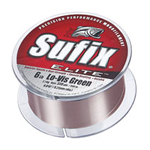
Horgászdamil

A horgászdamil a leginkább elterjedt felhasználása. Feladata, hogy a botot összekösse a horoggal, illetve a hallal; vagyis kapcsolatot teremt. Nemcsak horgászatra, de kézműves munkák készítéséhez, speciális varráshoz és egyéb kellékekhez használjuk. A damil név eredetileg egy zsinórmárka ill. anyagnév, mint az1950-es években a nylon, solin, phönil. Ezt ma átvitt értelemben horgászzsinór szó helyett is használjuk.
A horgászdamilt két fő csoportra osztjuk: sima egyszálas(monofil) és fonott. 
1. A sima az emberek által legismertebb, egységes, egy szálból álló damil.
2. A fonott damil Amerikából terjedt el, több vékony damilszál szoros összefonása alkotja, így sokkal erősebb zsineget kapunk.

A horgászdamilt az alábbi főbb tulajdonságok alapján jellemezzük:
- Vastagság – mm-ben meghatározva, leggyakoribb a 0,18-0,35 mm
- Teherbíró képesség – kg-ban meghatározva
- Hossz – méterben megadva, kiszereléstől és felhasználási céltól függ. Általában 150 m – 300 m-ig lehet vásárolni.
- Megkülönböztetünk úszó és elmerülő damilt.

Mellékes tulajdonságként felhívják a figyelmet az UV-sugárzásnak, vegyileg szennyezett víznek való ellenállására. Horgászvíztől, horgászati céltól függően több színben lehet vásárolni, leggyakoribb az átlátszó, de lehet zöld, barnás-arany, sötétbarna, sőt fekete színben is.

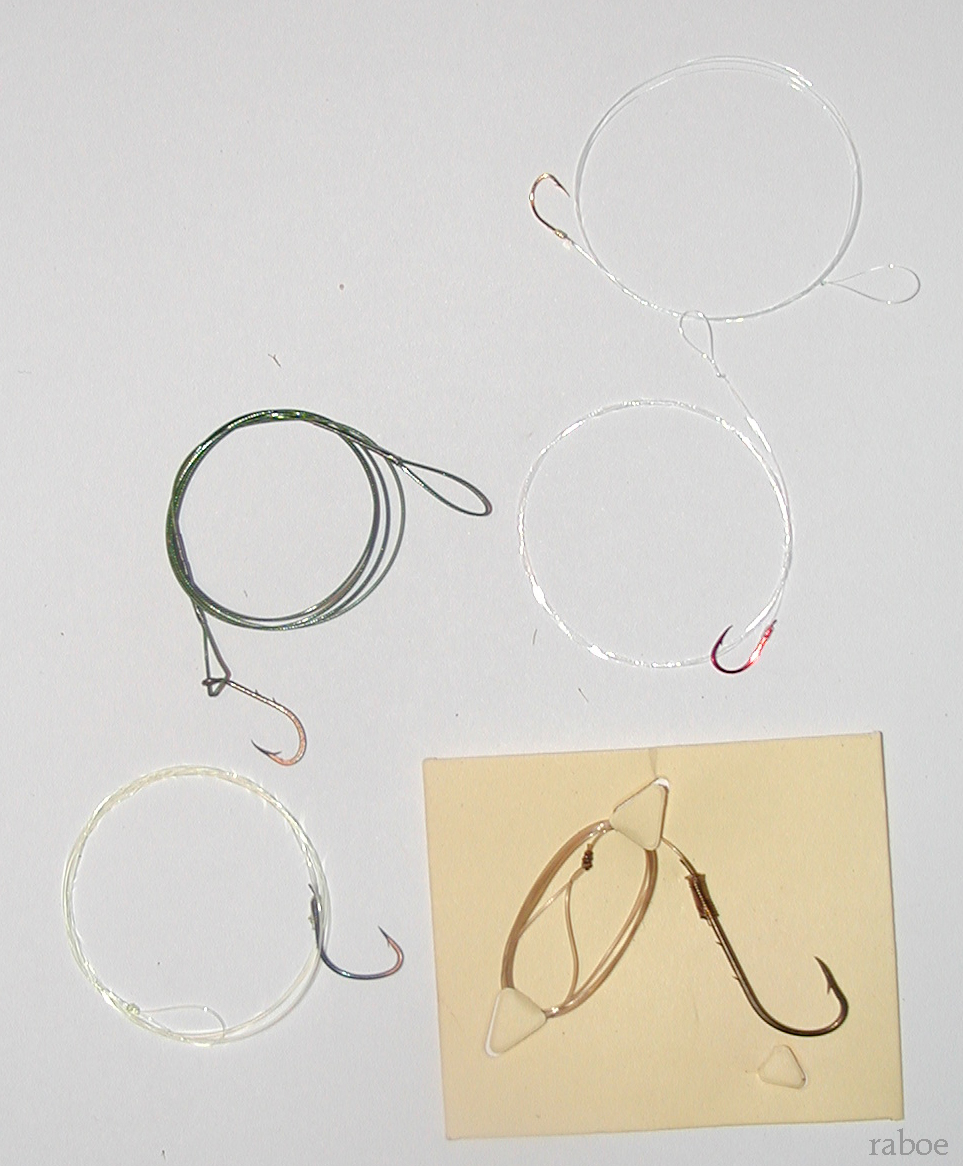
Különböző előkék, különböző damillal

### Összehasonlítás

#### Sima damil (monofil)
Előnyei:
- Olcsóbb
- Könnyebb, egyszerűbb használat

Hátrányai
- Kisebb teherbírás
- Fárasztásnál a fékerő optimális beállítására figyelni kell
- Rövidebb élettartam

#### Fonott damil (multifil)
Előnyei:
- Magas teherbíró képesség
- Hosszabb élettartam
- Szabadabb csomózási lehetőség

Hátrányai:
- Vágás, kötés esetén érdemes pillanatragasztóval rögzíteni, nehogy szétfussanak a szálak
- Nehezebb vele dolgozni

### Hátrányai
A horgászdamilnak van egy komoly hátránya: könnyen megtörik, így speciális horgászcsomókra van szükségünk, hogy a damil minél erősebb legyen. A legtöbb damil a csomózásnál szakad el. Egyéb sérülések (pl. meder alján levő éles kövek okozta karcolások) jelentősen ronthatják a tűrőképességét.
Idővel a damil elgyengül, ezért néha karbantartást igényel. Az "öreg", pár éves damilt érdemes kidobni, még ha nem használtuk is. A napfény, a szennyezett víz is ronthat a damil állapotán.
Ezektől el lehet tekinteni, ha gondos tárolással óvjuk, illetve aktív használat esetén gyakran cseréljük damilunkat. De sokat javíthat az is, ha az orsóról levesszük, majd fordítva csévéljük fel.

## Fűnyíródamil
Ezt a fajtát motoros fűnyírókban, motoros kaszákban alkalmazzák.
A damilt egy speciális, fedett orsóra tekerik, utána behelyezik a gépbe. A gép elindítása után az orsó a kihúzott damillal elkezd forogni, ennek következtében a centrifugális erő hatására a damil "megmerevedik", és így alkalmassá válik fű, illetve vastagabb cserjék vágására.
Többféle tulajdonsággal jellemezzük:
- Vastagság – mm-ben, 1mm-től akár a 4mm-ig.
- Damilágazás – általában két ágú, de létezik egy-, de négyágú is, amelyet csillagdamilnak hívnak.

## Teniszütőhúr
A damilt teniszütők húrozására kb. 50 éve használják. Legfontosabb jellemzői:
- vastagság: 1,1–1,4 mm
- feszítőerő: 18–30 kg
- természetes, mesterséges, kevert alapanyagból
- akár 800–1500 elemi szálból sodorva